# Hamengkubuwono VIII

Het wapen van de Hamengkubuwono maakt zijn kosmische pretenties duidelijk

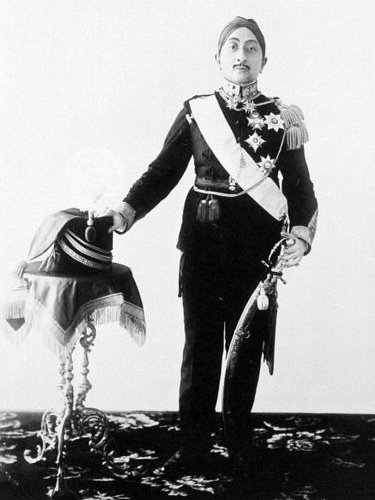
De jongere Hamengkubuwono VIII in het uniform van het Nederlands-Indisch leger met de versierselen van meerdere orden

Hamengkubuwono VIII (ook: Hamengkoeboewono VIII) (3 maart 1880 in de kraton Jogjakarta Hadiningrat als Raden Sujadi - aldaar op 22 oktober 1939) was een Javaanse vorst uit de dynastie der sultans van Yogyakarta. De vorst regeerde van 8 februari 1921 tot aan zijn overlijden op 22 oktober 1939 als "zelfbestuurder" in zijn aan Nederland onderworpen koninkrijk. Hij werd bijgestaan, in feite gecontroleerd, door een Nederlandse gouverneur. De vorst liet zijn kroonprins en opvolger, de negende zoon en latere Hamengkubuwono IX in Nederland schoolgaan en studeren. Daar kwam hij geregeld in het Concertgebouw in Amsterdam om naar de door Mengelberg gedirigeerde concerten te luisteren.
De volledige titel van de vorst, die sinds 8 februari 1921 ook de hoge rang van generaal-majoor in het Nederlands-Indisch Leger bekleedde was Zijne Hoogheid Sampeyan Dalam ingkang Sinuhun Kanjeng Sri Sultan Hamengkubuwono VIII Senapati ing Alaga Ngah 'Abdu'l-Rahman Saiyid ud-din Panatagama Khalifatu'llah ingkang Yumeneng Kaping, sultan van Yogyakarta. "Hamangkoe Boewono" zoals de oude Nederlandse transcriptie van het Javaans luidt betekent "Hij die het heelal in de schoot draagt".
Louis Couperus ontmoette de vorst en vergeleek deze in zijn reisverhalenbundel Oostwaarts gunstig met zijn ambtsgenoot in Surakarta. De jonge Hamengkubuwono wordt "geheel en al een Oostersch vorst van groote voornaamheid, met de meest hoffelijke manieren, kalm, rustig glimlachend" genoemd. De Nederlandse bezoeker merkt op dat de vorst het strenge Javaanse protocol iets heeft verlicht; de bedienden hoeven niet meer te kruipen voor hun heer.
Zoals de andere Javaanse zelfregeerders was ook Hamengkubuwono's macht beperkt door verdragen en bestuursakkoorden met Nederland. De gouverneur-generaal van Nederlands-Indië was in de bloemrijke termen van het koloniale protocol "Zijn Grootvader" en hij was diens "kleinzoon". De Nederlands Indische regering had in Yogyakarta een Nederlandse gouverneur aangesteld die als de "Oudere Broer" gearmd met de sultan, de "Jongere Broer" liep en ook naast hem plaatsnam. Onder de Javaanse bevolking bestond veel ontzag voor de sultan van Yogyakarta en voor zijn met magie omgeven kraton.
De vorst was een zoon van de tweede vrouw van zijn polygame vader, Zij voerde de titel van Gusti Kanjeng Ratu Mas. In juli 1914 werd Raden Sujadi geïnstalleerd als kroonprins met de titel Kanjeng Gusti Pangeran Adipati Anum Amangku Negara Sudibya Rajaputra Nalendra ing Mataram. Na het overlijden van zijn vader op 29 januari 1921 werd Hamengkubuwono VIII op 8 februari op de troon van Yogyakarta geïnstalleerd. Hij regeerde onder Nederlandse controle van 1921 tot 1939.
Zoals de andere Javaanse vorsten was ook Hamengkubuwono VIII polygaam. Hij huwde op 16 augustus 1907 met Radin Ajeng Siti Katina, een dochter van Gusti Pangeran Adipati Mangkubumi, de susuhunan van Surakarta. Daarna volgden huwelijken met Bandara Radin Ayu Purya Aningdiya, Bandara Radin Ayu Puspitaningdiya, Bandara Radin Ayu Srengkara Adi-ning diya, Radin Ajeng Kustilah Kanjeng Radin Ayu Adipati Anum Amangku Negara Kanjeng Alit, ook een dochter van de susuhunan, Bandara Radin Ayu Rukmi Adi-ning diya, Kanjeng Bandara Radin Ayu Ratna Adiningrum en als achtste echtgenote Bandara Radin Ayu Ratna Puspita. De polygaam levende mohammedaanse vorst had acht vrouwen en verwekte 24 zonen en 17 dochters.
Hamengkubuwono VIII was sinds 1926 commandeur in de Orde van de Nederlandse Leeuw en sinds 1937 Grootkruis in de Orde van Oranje-Nassau met de Zwaarden. De keizer van Vietnam decoreerde zijn standgenoot met het Grootkruis in de Orde van de Draak van Annam. De sultan droeg ook het Grootkruis in de Huisorde van de Wendische Kroon, de Orde van de Zwarte Ster van Benin, de Koninklijke Orde van Cambodja en de Kroonorde van Thailand. Hij was grootofficier in de Orde van Leopold II van België, de Orde van de Miljoen Olifanten en de Witte Parasol en de Orde van Vasa.
Tijdens zijn bewind werden in het koninkrijk Yogyakarta landbouwhervormingen doorgevoerd. Daarbij stond de Nederlandse gouverneur Johannes Bijleveld hem bij. De latere gouverneur-generaal van Nederlands-Indië, Hubertus van Mook, was een van de met de hervormingen belaste ambtenaren. Hamengkubuwono VIII restaureerde zijn kraton en de Benthengmoskee.
Hamengkubuwono VIII overleed plotseling, niet in zijn kraton, maar in een ziekenhuis in Yogyakarta. De kroonprins studeerde op dat moment in Nederland. De Nederlandse bestuursambtenaar moest ambtshalve het sultansgezag waarnemen, maar ook moest hij met de Nederlands opgevoede en in Nederland opgeleide kroonprins Dorojatun over een nieuw bestuurscontract onderhandelen. De Nederlandse gouverneur Lucien Adam voelde zich sterk verbonden met het Yogyase vorstenhuis en de daar nog levende adatgebruiken. Bij de kroningsceremonie toonde hij zijn respect voor de autonome waardigheid van het sultanaat door te breken met de gewoonte dat de sultan, de "Jongere Broer" gearmd met hem, de "Oudere Broer" moest lopen.
Hamengkubuwono VIII werd met veel plechtigheid bijgezet in de rond 1920 gebouwde Saptorenggo Yogyakarta, een complex van drie mausolea op de heilige "sneeuwberg" Imagiri.

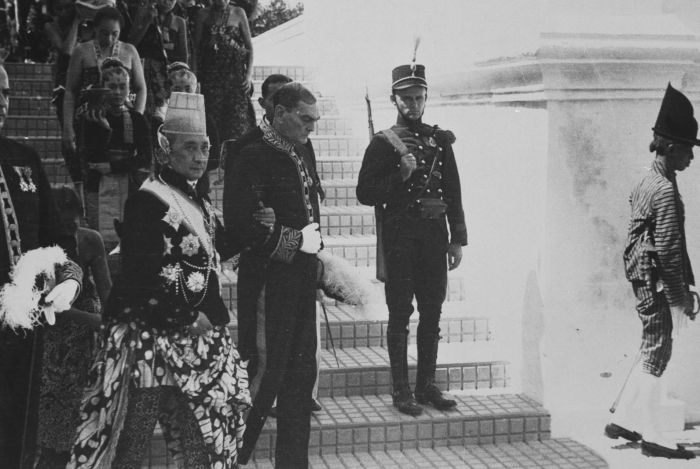
Sultan Hamengkubuwono VIII van Yogyakarta aan de arm van gouverneur Bijleveld
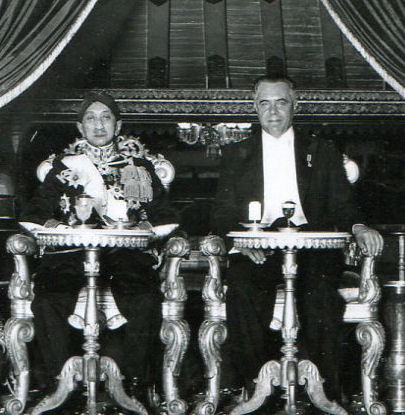
Hamengkubuwono VIII en gouverneur Lucien Adam